# Jean Guegueniat
Jean Guegueniat, né le 16 juillet 1941 à Brest, où il est mort le 20 janvier 2004, était professeur et militant breton.

## Biographie
Professeur de Physique-Chimie au lycée Charles-de-Foucauld de Brest, patriote breton partisan de l'autonomie voire de l'indépendance politique de la Bretagne, il était membre fondateur de l'Union démocratique bretonne (UDB) en 1964, dont il se sépara en 1984 pour créer le mouvement Frankiz Breizh et dont il est resté jusqu'à sa mort un des principaux animateurs. Il a été adjoint au maire de Brest et vice-président de la communauté urbaine de Brest jusqu'en 2004.
Frankiz Breizh est une organisation autonomiste bretonne de la fédération Régions et peuples solidaires et de l’association Pour que vivent nos langues. Militant du Comité pour l’unité administrative de la Bretagne, il a participé à la mise sur pied de son comité local du Léon. 
Après son départ de l'Union démocratique bretonne, il dit avoir pris conscience de l'importance de défendre et de promouvoir la langue et la culture bretonnes pour l'identité de la Bretagne, tout en restant très actif sur la scène politique et sociale bretonne[réf. nécessaire]. 
Il a eu des funérailles nationales bretonnes solennelles en présence d'une foule très importante, en rapport, non seulement avec son rôle de  leader historique et créateur de l'Union démocratique bretonne mais aussi avec son travail de gestionnaire au service de la population de Brest (troisième ville de Bretagne, après Rennes et Nantes). Tous ceux qui l'avaient approché, et même ses adversaires politiques, y parlaient de lui comme d'un grand progressiste breton qui a aimé et défendu passionnément un projet politique de développement culturel, social et économique de la Bretagne, qui laisse l'image d'un homme empreint d'une grande humanité. [réf. nécessaire]

## Archives
Un Fonds Jean Guéguéniat a été déposé en 2012 à la Bibliothèque Yves Le Gallo du Centre de recherche bretonne et celtique (CRBC) de l'Université de Bretagne occidentale. Il comprend 2 mètres linéaires d'archives relatives à l'UDB, Frankiz Breizh et la vie politique de Jean Guéguéniat.